# Te Atairangikaahu
Te Atairangikaahu, pełne imię i tytuł Te Arikinui Dame Te Atairangikaahu (ur. 23 lipca 1931, zm. 15 sierpnia 2006) – królowa maoryska w okresie 18 maja 1966 – 15 sierpnia 2006. Te Arikinui to maoryski tytuł królewski, dame – angielski żeński odpowiednik tytułu szlacheckiego sir, a Te Atairangikaahu – imię oficjalnie przyjęte podczas koronacji, identyczne z noszonym uprzednio przez jej matkę. Jako księżniczka używała imienia Piki Mahuta.
Była jedynym biologicznym dzieckiem Koroki Mahuta i Te Atairangikaahu. Jej ojciec miał jeszcze jedną córkę, z poprzedniego związku, Tuurę, starszą od Piki Mahuta. Miała też adoptowanych braci, w tym Roberta Mahutę, parlamentarzystę. Dame Te Atairangikaahu pochodziła z rodu Potatau, pierwszego króla Maorysów. Urząd królowej Maorysów nie ma umocowań w konstytucji Nowej Zelandii. Te Arikinui pełniła funkcje reprezentacyjne, jako głowa swego narodu, także na arenie międzynarodowej, w tym przy wydarzeniach sportowych. Jej oficjalną rezydencją jako królowej był Turongo House w miejscowości Turangawaewae. Została oficjalnie koronowana 23 maja 1966 roku.
W 1970 roku jako pierwsza Maoryska uzyskała tytuł szlachecki. W 1973 przyznano jej honorowy doktorat Uniwersytetu Waikato, a w 1999 honorowy doktorat z prawa Uniwersytetu Victoria w Wellington. Jako jedna z pierwszych została uhonorowana Orderem Nowej Zelandii wkrótce po jego ustanowieniu w 1987 roku.
W grudniu 2005 rozpoczęto jej dializowanie z powodu choroby nerek. 11 czerwca 2006 znalazła się na oddziale intensywnej terapii szpitala Waiako, prawdopodobnie z powodu ataku serca. Opuściła szpital po miesiącu, by móc oficjalnie obchodzić 75 urodziny. Zmarła 15 sierpnia 2006 w swoim domu w Ngāruawāhia.
Jej następcą został wybrany w drodze konsensu przez radę wodzów maoryskich plemion Tuheitia Paki. W kulturze maoryskiej nie ma automatycznego dziedziczenia tytułu przez najstarsze dziecko (sama Te Arikinui była drugim dzieckiem).